# Tatort: Tote brauchen keine Wohnung
Tote brauchen keine Wohnung ist die 34. Folge der ARD-Krimireihe Tatort. Vom Bayerischen Rundfunk produziert, hatte sie am 11. November 1973 im Ersten Programm Premiere und erreichte einen Marktanteil von 47,00 %. In seinem dritten Fall untersucht Kommissar Veigl, dargestellt von Gustl Bayrhammer, die Gentrifizierung von Teilen der Münchner Innenstadt und den Gifttod einer alten Frau.

## Handlung
In München finden Demonstrationen wegen der anhaltenden Gentrifizierung immer weiterer Teile der Stadt statt. Josef Bacher, der aus der Jugendstrafanstalt in Hamburg entlassen worden ist, kehrt nach Jahren in seine Heimatstadt zu seiner Familie zurück. Der Empfang durch seine Mutter Nadja ist kühl. Sie arbeitet als erfolgreiche Fotografin. Josefs frisch von ihrem spanischen Ehemann geschiedene Schwester ist ebenfalls mit ihrem kleinen Sohn zur Mutter zurückgekehrt. Die Bachers und Nadjas Ehemann Erwin Kempf müssen bald aus ihrem Haus ausziehen, denn auch dieses soll abgerissen und durch einen Neubau ersetzt werden. Josef Bacher berichtet, dass er nach seiner Haftentlassung in Bremen Arbeit hatte, nun ist diese jedoch beendet, und so will er dauerhaft in München bleiben. Als er merkt, dass er bei seiner Mutter nicht willkommen ist, verabschiedet er sich schnell wieder. Sein Stiefvater Erwin Kempf, der dem jungen Mann freundlich gesinnt ist, macht Nadja Vorhaltungen, dass sie ihrem Sohn gegenüber so ablehnend war. Sie gibt zu, ihren Sohn nicht zu mögen, da er sie so sehr an ihren geschiedenen Mann erinnere. Erwin meint, es sei ein Fehler gewesen, Josef damals in ein Heim gegeben zu haben. Er geht hinaus zu Josef, der noch immer im Treppenhaus sitzt und nicht weiß, wohin er gehen soll, und bietet ihm Geld an, doch Josef lehnt ab. Josef sagt Erwin, dass er einen gut bezahlten Job in München habe, es sei allerdings nichts Illegales. Erwin rät seinem Stiefsohn, nach Bremen zurückzugehen und keinen Unsinn zu machen.
Josef Bachers neuer Arbeitgeber ist der reiche Vermieter Pröpper. Er warnt Josef, dass der Job nicht ungefährlich sei, aber Bacher traut sich den Job zu. Pröpper quartiert Bacher als Untermieter bei der alten Frau Altmann ein. Sein erster Auftrag führt ihn zur Wirtsfamilie Mandl, bei der er einen Heizungskessel reparieren soll, was die Mandls verwundert, weil Pröpper sie doch hinauswerfen und das Haus abreißen wolle. Frau Altmann ist gar nicht begeistert von ihrem neuen Untermieter, stimmt allerdings zu, weil Pröpper ihr nach dem Abriss eine günstige Wohnung in einem seiner Neubauten in Aussicht stellt. Frau Altmann ist an einer Ehe mit dem etwa gleichaltrigen Herrn Hallbaum interessiert, jedoch ist ihr, wie sie von Herrn Hallbaums Enkel Jürgen erfährt, in Frau Kreipl eine Konkurrentin erwachsen. Am nächsten Morgen um sieben Uhr beginnt Bacher mit seiner „Arbeit“. Er schlägt den Putz von den Wänden herunter, angeblich weil die Wände neu isoliert werden müssten. Mandl beschwert sich bei Pröpper, weil Bacher anstatt den Heizungskessel zu reparieren, diesen nur auseinandergenommen hat, so dass die Wirtsleute nicht mehr abspülen können. Pröpper gibt vor, keinen Handwerker zu haben, der Abhilfe schaffen könnte. Als Bacher das Lokal betreten will, erteilt ihm Mandl wutentbrannt Hausverbot. Hallbaums Enkel fragt seinen Großvater, warum dieser mit Frau Altmann eine Zweizimmerwohnung sucht, denn wo soll er dann bleiben? Hallbaum erklärt seinem Enkel daraufhin, dass dieser künftig bei seiner Mutter leben soll. Er meint, dass sich das flatterhafte Wesen der Mutter schon legen werde, wenn ihr Sohn, der bislang ständig bei seinem Großvater gelebt hat, bei ihr wohnen würde.
Als Herr Hallbaum mit seinem Enkel zum Wohnhaus zurückkehrt, ist dort Polizei und ein großer Menschenauflauf, weil Frau Altmann tot in ihrer Wohnung aufgefunden wurde. Veigl trifft in der Wohnung auf ihren behandelnden Arzt, der berichtet, dass Frau Altmann ihn am Vortag angerufen und über eine Magenverstimmung geklagt hätte. Am nächsten Morgen hätte er sie daher aufgesucht und vom Hausmeister die Wohnung öffnen lassen. Dort fand er die tote Frau Altmann vor. Veigl stellt fest, dass Frau Altmann noch telefonieren wollte, aber es nicht mehr geschafft hat. Frau Altmann ist vergiftet worden, in der Zuckerdose entdeckt die Spurensicherung ein unbekanntes Pulver. Aufgrund dieser Umstände schließen Veigl und seine Assistenten aus, dass sie sich selbst vergiftet hat. Vor der versammelten Hausgemeinschaft verdächtigen die Mandls und die anderen Mieter Pröpper und Bacher, Frau Altmann getötet zu haben. Später erzählen die Mandls Veigl, dass sie seit  zwanzig Jahren die Gaststätte als Mieter von Pröpper betreiben, er sie jedoch zur Kündigung des Mietvertrags verleitet hat, indem er ihnen zugesagt hat, dass sie im Neubau das gesamte Erdgeschoss für ihre Gaststätte bekämen. Nachdem sie den Mietvertrag gekündigt haben, hat er den Mandls unter Verweis auf eine versteckte Klausel  mitgeteilt, dass er nun doch nicht selber baue, sondern das Grundstück an eine Versicherung verkaufe, so dass die Mandls ohne Räumlichkeiten für ihre Gaststätte dastehen. Lenz und Brettschneider befragen nach und nach alle Mieter im Haus. Jürgen Hallbaum erzählt seiner Mutter und deren Freund von der Befragung. Er äußert, ganz froh darüber zu sein, dass Frau Altmann tot sei, weil Frau Kreipl mehr Geld habe und er daher hofft, dass sie seinen Großvater heiratet, so dass sie eine größere Wohnung mieten und auch ihn aufnehmen könnten. Seine Mutter und deren Schwester sind allerdings nicht gut auf Frau Kreipl zu sprechen. Der Freund von Jürgens Mutter äußert, dass die Hallbaum-Schwestern ja nun die Altmann endlich los seien, nun sollten sie auch zusehen, dass sie die Kreipl noch loswürden.
Veigl befragt die Bachers, warum der Sohn nicht bei ihnen wohnt. Die Mutter verweist auf die beengten Wohnverhältnisse. Erwin bemerkt, dass sein Stiefsohn eine gute Arbeit in München bei Pröpper „mit Erfolgsprämie“ hätte. Veigl wird hellhörig und merkt an, dass vor zehn Tagen in Bremen schon eine andere ältere Frau in einem Sanierungsgebiet vergiftet aufgefunden worden sei. Kommissar Böck in Bremen wird auf Bitte Veigls tätig und unterstützt von Bremen aus die Ermittlungen. Er sucht den Neffen der vor zehn Tagen vergifteten Frau, einen Herrn Sänger, und befragt ihn nochmals. Er zeigt ihm ein Foto von Josef Bacher, doch er gibt vor, ihn nicht zu kennen. Er fragt Sänger, woher er das Geld für seinen teuren Sportwagen habe. Seine Freundin mischt sich in das Gespräch ein und sagt, Sänger habe das Geld geerbt. Als Böck anmerkt, die Tote sei ermordet worden, gibt sie an, dass er ihr gesagt habe, die alte Dame sei an Herzversagen gestorben. Böck sagt, dass kein Geld auf dem Konto der alten Dame war, und vertritt die Hypothese, dass die Dame wahrscheinlich wie viele ihrer Altersgenossinnen das Geld in der Wohnung aufbewahrt habe, weil sie den Banken misstrauten. Sänger ist ertappt und versucht, zu fliehen. Nach einer Verfolgungsjagd wird er wegen Mordes an seiner Tante verhaftet. Somit ist klar, dass dieser Fall nicht im Zusammenhang mit dem Tod von Frau Altmann steht.
Veigl befragt Pröpper über dessen Arbeit und Bezahlung von Josef Bacher. Pröpper gibt vor, dass er aus sozialem Gewissen handelte und einem Vorbestraften bei der Resozialisierung helfen wollte. Er streitet ab, mit Bachers Hilfe die Mieter rausekeln zu wollen. Falls Bacher Frau Altmann wirklich getötet habe, müsse er etwas „falsch verstanden“ haben. Er gibt allerdings zu, dass er Bacher 1000 DM für jeden „Erfolgsfall“ zahlt. Veigl besucht am nächsten Tag die Familie Hallbaum. Großvater Hallbaum verkündet dabei, dass er und Frau Kreipl heiraten werden und das Aufgebot am nächsten Tag bestellen würden. Veigl befragt Frau Kreipl nach ihrem Verhältnis zu Frau Altmann. Sie sagt aus, dass sie ein schlechtes Verhältnis gehabt hätten und sie das am Abend vor ihrem Tod bereinigen wollte. Als sie zu Besuch kam, ging Pröpper gerade. Frau Altmann und Frau Kreipl hätten sich ausgesprochen und Tee zusammen getrunken. Veigl merkt auf, weil er ja nur eine Teetasse vorgefunden habe. Zucker hätten sie nicht zum Tee dazu genommen. Bacher, der wieder mit einer schikanösen Arbeit gegen die Mieter betraut ist, berichtet Veigl, wie sehr er im Heim leiden musste, in das ihn seine Mutter gegeben hatte. Als er in seiner Pause in der Gaststätte der Mandls ein Bier trinken und ihn Rudi Mandl hinauswerfen will, zieht Bacher plötzlich eine Waffe. Brettschneider, der zufällig anwesend ist, entwaffnet Bacher, die Waffe war aber nicht geladen. Bacher warnt Mandl, er müsste ihn töten, sonst komme er immer wieder.
Jürgen Hallbaum fragt Veigl, warum er Bacher nicht einsperrt und die Sanierungen nicht stoppt. Veigl versucht, ihm zu erklären, dass er nichts dagegen tun kann. Jürgen Hallbaum geht zu Bacher und beschimpft ihn als Kriminellen, Bacher sagt ihm, dass er auch wisse, dass er in der Wohnung von Frau Altmann gewesen ist. Bacher schickt ihn unwirsch weg. Rudi Mandl folgt Bacher, attackiert ihn am Isar-Ufer und schlägt ihn nieder. Jürgen Hallbaum findet Bacher, wie er versucht sich aufzurichten und die Treppe am Ufer hochzusteigen. Jürgen meint, dass er jetzt bekommen habe, was er verdient. Als Bacher sagt, er werde Veigl erzählen, was er wisse, stößt Jürgen ihn die Treppe herunter, so dass Josef Bacher tödlich auf den Hinterkopf fällt. Jürgen läuft weg. Er rennt in die Gaststätte der Mandls. Dort erfährt er, dass der Sturz für Bacher tödlich geendet hat. Rudi erklärt, dass er damit nichts zu tun hat. Der Gerichtsmediziner kann berichten, dass die Schläge im Gesicht nicht tödlich waren. Ein älteres Ehepaar sagt aus, dass sie einen Jungen haben wegrennen sehen; die Beschreibung, die sie Veigl geben, passt auf Jürgen. Veigl geht in die Gaststätte Mandl und fragt nach Jürgen. Rudi Mandl teilt er mit, dass er ihn nicht mehr für verdächtig hält. Er schreibt Jürgen Hallbaum zur Fahndung aus, da dieser weggelaufen ist. Eine Polizeistreife beobachtet den Jungen, wie er am Isar-Ufer auf ein Stauwehr zu rennt. Jürgen klettert in das Stauwehr hinein und droht, zu springen. Veigl versucht, ihn von dort wegzuziehen. Der Junge gesteht, Bacher getötet zu haben, weil er ihn verraten wollte, dass er auch Frau Altmann vergiftet hat. Veigl erklärt ihm, dass er eine Chance habe, da er noch nicht strafmündig sei, und sagt ihm seine Hilfe zu. Daraufhin gibt Jürgen Veigl seine Hand und lässt sich von ihm retten.

## Besonderheiten
Der Film wurde unter dem Arbeitstitel Sanierung vom 28. Juni bis Mitte Juli 1973 in München gedreht. Das Szenenbild erstellte Peter Herrmann, die Kostüme                 stammen von Judith Jacobsen-Winter und die Maske verantworteten Willi Fenske & Eva Koch.
Tote brauchen keine Wohnung rief massive Kritik vom Rundfunkrat des Bayerischen Rundfunks an der „brutalen und menschenverachtenden Darstellung“ des Vermieters Pröpper (Walter Sedlmayr) hervor. Die Folge wurde daraufhin 19 Jahre lang bis 1992 für Wiederholungen gesperrt und erst nach einem Intendantenwechsel wiederholt.